# Meteor (film)
Meteor – amerykański film katastroficzny z 1979 roku.

## Fabuła
Ku Ziemi zbliża się meteoryt, który powstał wskutek zderzenia komety z pasem asteroid Orfeusz. Meteor zniszczył amerykański statek kosmiczny. Amerykanie posiadają stację kosmiczną „Herkules” uzbrojoną w rakiety z głowicami nuklearnymi skierowanymi ku Ziemi. Astrofizyk Dr Paul Bradley żądał kierowania rakiet w kosmos, ale to zignorowano więc z tego powodu odszedł z NASA. Szef NASA - Harry Sherwood, przywraca go na stanowisko. Zaczyna się poszukiwanie sposobu na zniszczenie Orfeusza. Okazuje się, że siła ognia Herkulesa jest za mała do zniszczenia meteorytu oraz że Związek Radziecki ma odpowiednik Herkulesa. Zaczynają się rozmowy a zostało tylko 7 dni do katastrofy.

## Obsada
- Sean Connery - Dr Paul Bradley
- Natalie Wood - Tatiana Nikołajewa Donskaja
- Karl Malden - Harry Sherwood, szef NASA
- Brian Keith - Dr Aleksiej Dubow
- Martin Landau - generał dywizji Adlon
- Trevor Howard - sir Michael Hughes
- Richard Dysart - Sekretarz obrony USA
- Henry Fonda - Prezydent
- Joseph Campanella - generał Easton
- Bo Brundin - Rolf Manheim
- Katherine De Hetre - Jan Watson
- James G. Richardson - Alan Marshall
- Roger Robinson - Bill Hunter
- Michael Zaslow - Sam Mason
- John McKinney - Peter Watson

i inni

## Nagrody i nominacje
Oscary za rok 1979
- Najlepszy dźwięk – William L. McCaughey, Aaron Rochin, Michael J. Kohut, Jack Solomon (nominacja)